# Lux Occulta
I Lux Occulta sono un gruppo musicale di avant-garde metal polacco formatosi nel 1994, che si distingue per numerose influenze che spaziano dal black metal al death metal al prog metal estremo. La band ha avuto un periodo di inattività molto lungo, dal 2002 al 2011. Nel 2012 annunciarono sulla loro pagina My Space di aver cominciato a lavorare su del materiale nuovo. Nel 2014 rilasciarono il loro ultimo album.

## Formazione
Attuale
- Jarosław "Jaro.Slav" Szubrycht – voce (1994-2002, 2011-oggi)
- Jerzy "U.Reck" Głód – tastiere (1994-2002, 2011-oggi)
- Wacław "Vogg" Kiełtyka – chitarre (1998-2002, 2011-oggi)
- Maciek Tomczyk – chitarre (2012-oggi)

Ex membri
- "Aemil" – batteria (1994-1996)
- Grzegorz "G. Ames" Kapłon – chitarre (1994-1998)
- "Jackie" – basso (1994-1998)
- Piotr "Peter" Szczurek – chitarre (1994-2001)
- Krzysztof "Kriss" Szantula – batteria (1996-2001)
- Marcin "Martin" Rygiel – basso (1998-2002)
- Rafał "Kastor" Kastory – chitarre (2001-2002)

## Discografia
Album studio
- Forever Alone, Immortal (1996)
- Dionysos (1997)
- My Guardian Anger (1999)
- The Mother and the Enemy (2001)
- Kołysanki (2014)

Raccolte
- Maior Arcana: The Words That Turn Flesh into Light (1998)